# Judith R. Cohen
Judith Rita Cohen (Montreal, 9 de dezembro 1949) é uma etnomusicóloga, educadora musical e performer de origem canadense. Seu campo de pesquisa abrange uma ampla variedade de tópicos, incluindo canções judaico-espanholas (ladinas), música medieval e tradicional dos Bálcãs, Portugal, Canadá francês e iídiche, baladas pan-europeias e canções provenientes de regiões criptojudaicas em Portugal.
Cohen é reconhecida por sua dedicação à pesquisa, tendo recebido inúmeras bolsas de pesquisa que a possibilitaram realizar trabalho de campo em diversas regiões do mundo, como Espanha, Portugal, Marrocos, Israel, Turquia, Grécia, França, Bélgica, Canadá e Estados Unidos. Além disso, ela é uma prolífica autora, tendo publicado numerosos artigos em revistas especializadas, bem como capítulos de livros que contribuíram para o conhecimento na área.
Além de suas atividades acadêmicas, Judith Cohen é uma artista versátil, dominando a execução de uma variedade de instrumentos musicais medievais como flautas e percussão. Ela também é cantora e realiza performances em palestras, concertos e recitais soloilustrando a música tradicional.
Também é editora da coleção espanhola de Alan Lomax, voltada à preservação e divulgação do patrimônio cultural mantida pela Association for Cultural Equity.

## Infância e educação
Judith Rita Cohen nasceu em Montreal, Quebec, Canadá. Seus pais também nasceram no Canadá.  Cohen é descendente de judeus asquenazes ; sua família traça sua linhagem até a Lituânia e a Desde a infância, Con manifestou um profundo interesse pela música folclórica. Sua paixão inicial pela música tradicional foi despertada durante sua estadia em um acampamento de verão, onde teve a oportunidade de aprender uma variedade de canções folclóricas. Durante esse período, absorveu as ricas tradições musicais das canções folclóricas hebraicas de Israel, as poderosas melodias do movimento pelos direitos civis dos Estados Unidos e as envolventes canções dos avivamentos folclóricos tanto americanos quanto canadenses.
Após sua passagem pela Escola Primária Iona Avenue, uma instituição de ensino público francófona, Cohen não apenas continuou nutrindo sua paixão pela música folclórica, mas também aprofundou seu envolvimento. Ela assumiu a liderança no clube de música folclórica de sua escola, onde não só compartilhou seu amor pela música, mas também expandiu ainda mais seu repertório ao aprender canções folclóricas franco-canadenses e iídiche, ampliando assim seu domínio sobre as riquezas da música tradicional.Letônia.
Desde a infância, Cohen manifestou um profundo interesse pela música folclórica. Sua paixão inicial pela música tradicional foi despertada durante sua estadia em um acampamento de verão, onde teve a oportunidade de aprender uma variedade de canções folclóricas. Durante esse período, absorveu as ricas tradições musicais das canções folclóricas hebraicas de Israel, as poderosas melodias do movimento pelos direitos civis dos Estados Unidos e as envolventes canções dos avivamentos folclóricos tanto americanos quanto canadenses.
Após sua passagem pela Escola Primária Iona Avenue, uma instituição de ensino público francófona, Cohen não apenas continuou nutrindo sua paixão pela música folclórica, mas também aprofundou seu envolvimento. Ela assumiu a liderança no clube de música folclórica de sua escola, onde não só compartilhou seu amor pela música, mas também expandiu ainda mais seu repertório ao aprender canções folclóricas franco-canadenses e iídiche, ampliando assim seu domínio sobre as riquezas da música tradicional.
Cohen trilhou uma trajetória acadêmica marcante em sua busca pelo entendimento e exploração da música folclórica e das tradições culturais. Iniciou sua jornada acadêmica ao concluir sua graduação em Literatura Inglesa na Universidade McGill em 1971.
Aos 20 anos, embarcou em uma viagem transformadora à Iugoslávia ao lado de um amigo, onde seu interesse pela música dos Balcãs floresceu. Após a formatura, tomou a decisão de dedicar um ano ao aprendizado e à exploração no exterior. Viajou de carona por países como Espanha, Marrocos, Bálcãs e Turquia, onde sua paixão pela música folclórica tradicional sefardita ganhou vida.
De volta ao Canadá, sua busca pelo conhecimento a levou a obter um bacharelado em música na Universidade Concordia em 1975. Ela continuou a aprofundar sua formação acadêmica, conquistando um mestrado em estudos medievais na Universidade de Montreal em 1980. Sua tese de mestrado explorou "O papel de Mulheres Músicas na Espanha Medieval nas Comunidades Cristã, Judaica e Muçulmana".
Determinada a continuar sua pesquisa e aprofundar seu conhecimento, Judith Cohen obteve seu doutorado em Etnomusicologia na Universidade de Montreal em 1989. Sua dissertação de doutorado centrou-se nas "Canções judaico-espanholas nas comunidades sefarditas de Montreal e Toronto: sobrevivência, função e mudança". Durante seu trabalho de campo, ela teve a oportunidade de interagir com judeus sefarditas que haviam emigrado do Marrocos e de antigas terras otomanas para o Canadá, enriquecendo ainda mais seu entendimento das tradições musicais e culturais dessa comunidade.
No ano de 1991, Cohen foi agraciada com uma valiosa bolsa de pós-doutorado concedida pela Universidade de Toronto. Essa oportunidade única lhe proporcionou a chance de aprofundar ainda mais seu estudo sobre a música judaico-espanhola. Durante esse período, ela realizou pesquisas e explorou essa rica tradição musical em locais como Israel, França, Bélgica, Nova York, Miami e Los Angeles.
Comprometida com seu crescimento acadêmico e sua diversificação de habilidades, em 1994, ela conquistou o certificado TESL (Ensino de Inglês como Segunda Língua) do Centro Canadense de Estudos Linguísticos e Culturais. Sua dedicação à aprendizagem continuou quando, em 1996, obteve um bacharelado em francês e inglês secundário pela Universidade de Toronto, expandindo assim sua base de conhecimento e sua capacidade de contribuir de maneira significativa para o campo acadêmico.

## Carreira

### Bolsa de estudos
Há um cantor espanhol que alegou estar cantando "uma canção de ninar sefardita do século XI". Bem, em primeiro lugar, ninguém estava registrando melodias de canções de ninar - ou quase qualquer melodia, exceto o canto gregoriano da igreja primitiva - no século XI. E não havia uma língua chamada 'espanhol' naquela época - muito menos o judeo-espanhol. O judeo-espanhol das canções que as pessoas ouvem é uma língua da diáspora.

–Judith R. Cohen
Cohen é reconhecida como uma das pioneiras no estudo da música tradicional da diáspora judaica sefardita. Ela recebeu uma série de bolsas de pesquisa e viagens que possibilitaram sua investigação nas tradições da música folclórica judaico-espanhola. Suas pesquisas a levaram a explorar profundamente essas tradições não apenas na Espanha, mas também entre as comunidades cripto-judaicas em aldeias de Portugal. Além disso, recebeu apoio financeiro para conduzir trabalho de campo em diversos países, incluindo Marrocos, Israel, Turquia, Grécia, França, Bélgica, Canadá e Estados Unidos.
Um dos principais objetivos de Cohen tem sido desmistificar o conceito popular de que as canções sefarditas têm origens medievais e são exclusivas dos judeus sefarditas. Ela esclarece que a maioria dessas canções judaico-espanholas foi composta após a expulsão dos judeus da Espanha. Além disso, destaca que tanto as melodias quanto a instrumentação frequentemente incorporam influências da cultura não-judaica circundante, evidenciando assim a riqueza das interações culturais ao longo do tempo.
Dentre os temas de pesquisa explorados por Cohen, destaca-se o estudo da integração das canções e tradições judaico-espanholas em festivais contemporâneos. Isso inclui sua análise da participação dessas influências culturais na Festa da Istoria em Ribadavia, Galiza, Espanha, e no "Festival Judaico" em Hervás, Extremadura, Espanha.
Além disso, Cohen ampliou seus estudos para investigar os papéis de gênero nas canções judaico-espanholas e na percussão feminina ibérica. Seu trabalho de campo em comunidades de cripto-judeus, como Belmonte e Trás-os-Montes, exigiu uma abordagem cautelosa devido ao secretismo e à desconfiança que permeiam seu estilo de vida. No entanto, ao estabelecer laços de amizade com diversas famílias, Cohen e sua filha foram convidadas a compartilhar refeições, participar das celebrações da Páscoa e acompanhar suas orações (apesar de não realizar gravações dessas orações).
Como parte de seu trabalho de campo, Cohen também procura coletar perspectivas de não-judeus sobre a comunidade judaica e as tradições musicais de seu país, contribuindo assim para uma compreensão mais abrangente dessas interações culturais.
O escopo da pesquisa de Cohen abrange diversos campos musicais, incluindo música medieval, tradições musicais dos Bálcãs e do Canadá francês, bem como baladas que têm relevância pan-europeia. A partir de 2000, Cohen concentrou-se no estudo das gravações de música folclórica espanhola feitas por Alan Lomax em 1952. Ela empreendeu viagens à Espanha para realizar pesquisas de campo, durante as quais gravou músicas e conduziu entrevistas com muitos dos cantores originalmente registrados por Lomax, bem como com seus descendentes.
Em 2011, Cohen foi agraciada com a primeira bolsa Alan Lomax em Estudos da Vida Folclórica da Biblioteca do Congresso, com o objetivo de preparar o diário de trabalho de campo de Lomax de 1952 para futura publicação. Atualmente, ela desempenha o papel de editora da coleção espanhola de Alan Lomax mantida pela Association for Cultural Equity. Além disso, contribuiu significativamente escrevendo encartes detalhados para coleções de CDs que apresentam músicas de dança e baladas registradas por Lomax em várias regiões da Espanha, notadamente durante o período do regime de Franco.
A Coleção Judith R. Cohen, abrigada no Museu Memorial do Holocausto dos Estados Unidos, abrange uma rica compilação de recursos que incluem "registros digitais de canções em inglês e ladino, depoimentos orais, programas de rádio e exemplos de palestras acadêmicas." Esses materiais representam a minuciosa pesquisa de Cohen centrada na comunidade de refugiados sefarditas em Montreal.
Cohen apresentou artigos em muitas conferências internacionais. Ela foi a oradora principal da conferência de 2004 da Sociedade Internacional para o Estudo do Medievalismo .

### Ensino
Exerceu o cargo de professora em meio período na Concordia University entre 1977 e 1981. Em 1981, ela desenvolveu um Manual de Notação Musical Medieval Antiga para auxiliar no curso ministrado pelo professor Wolfgang Bottenberg na mesma instituição.
Além disso, Cohen desempenhou um papel significativo como instrutora de música medieval no Royal Conservatory of Music em Toronto durante o período de 1983 a 1988. Paralelamente, entre os anos de 1986 e 1990, ela também atuou como instrutora itinerante de flauta doce para o Conselho de Educação de Toronto.
Em 1990, Cohen iniciou sua jornada no corpo docente da Universidade de York, onde ocupou inicialmente a posição de instrutor de meio período. A partir de 1993, ela ascendeu ao status de membro do Corpo Docente Adjunto de Pós-Graduação no Departamento de Música. Durante sua trajetória acadêmica na instituição, ministrou uma variedade de cursos, incluindo história da música, além de liderar conjuntos de música renascentista e medieval, bem como um coral de música mundial, todos oferecidos como disciplinas de crédito na universidade.
Cohen também enriqueceu sua carreira acadêmica por meio de oportunidades internacionais, como seu período como professora visitante na Universidade Hebraica de Jerusalém em 1993. Além disso, desempenhou o papel de membro visitante do corpo docente na Universidade da Extremadura, Espanha, durante o período da primavera de 2000 a 2004.
Conduziu workshops, seminários e cursos para adultos e crianças.

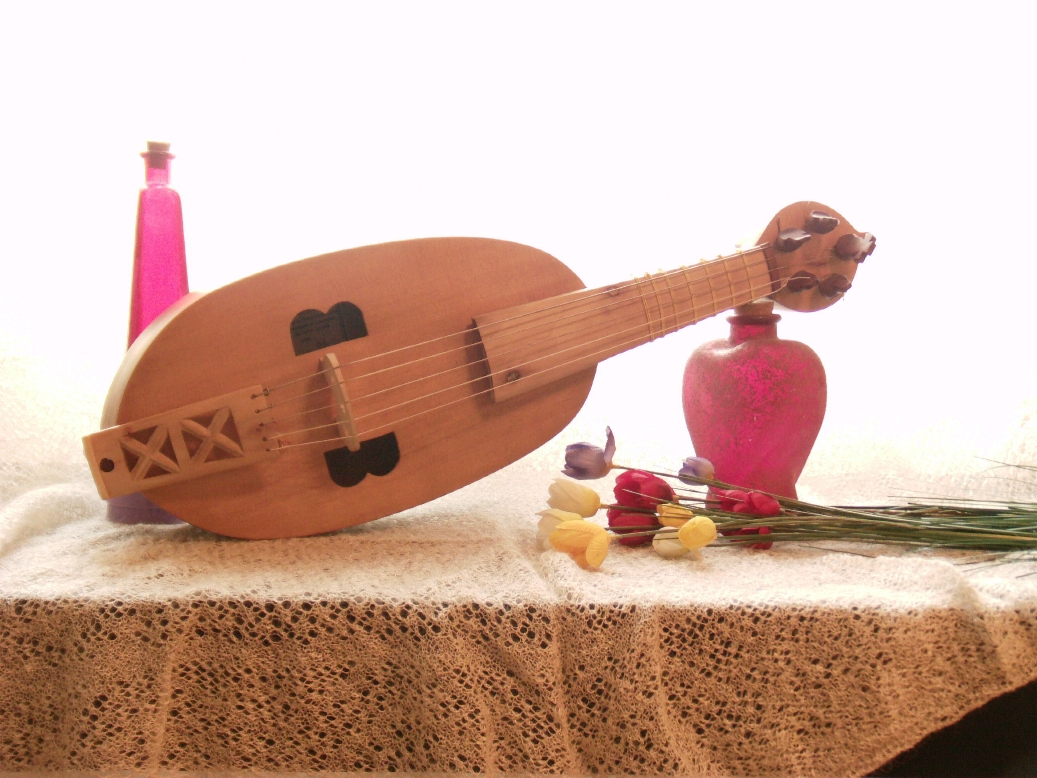
Construção moderna de uma vielle da Galiza, Espanha

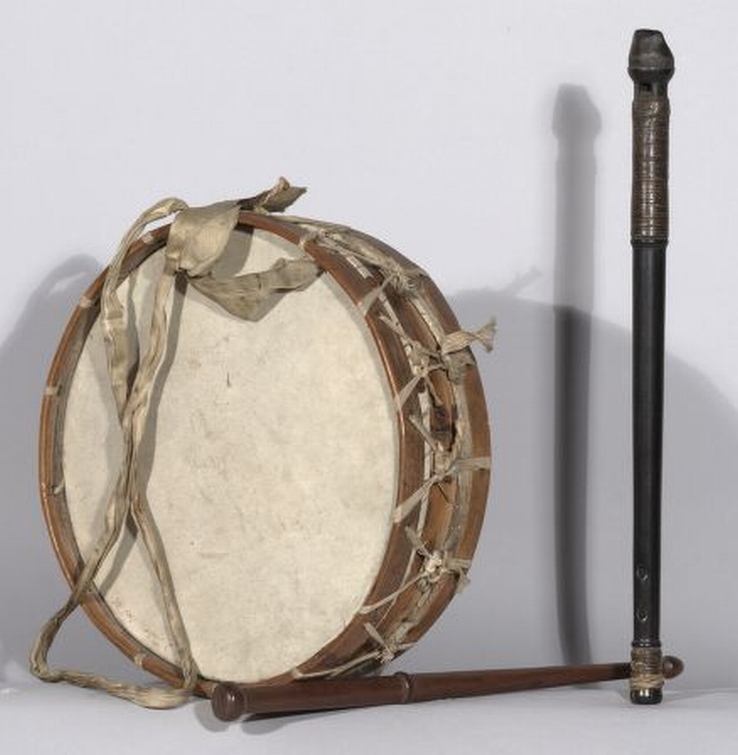
Flauta pastoril

Como parte de sua pesquisa de campo, Cohen se dedica à aprendizagem de músicas folclóricas tradicionais e posteriormente compartilha seu repertório em apresentações que incluem concertos, festivais e recitais solo. Um exemplo disso foi quando ela, após dominar diversas canções tradicionais de uma aldeia portuguesa, realizou um concerto no Consulado de Portugal em Toronto.
Cohen, frequentemente acompanhada por sua filha, Tamar Ilana, expande suas apresentações para locais como Espanha, Portugal e outros destinos, inclusive colaborando em álbuns musicais juntas. Vale destacar que as apresentações solo de Cohen já foram transmitidas em redes de rádio de renome, como a Rádio CBC e a Rádio Communautaire Juive em Paris.
Cohen é uma virtuosa que domina uma ampla gama de instrumentos musicais medievais, demonstrando habilidade notável com o vielle (um violino medieval), o oud (um alaúde do Oriente Médio), o pandeiro (um tambor de moldura quadrada), o derbukka, o dulcimer de montanha, flauta e tabor, além de dominar a percussão manual e instrumentos medievais de cordas e sopro.
Seu repertório é diversificado e abrange músicas medievais e canções tradicionais de diversas tradições culturais, incluindo as espanholas, portuguesas, sefarditas, balcânicas, iídiche e franco-canadenses. Um exemplo notável de sua contribuição musical é sua participação como flautista e percussionista no álbum "Les flûtes canadiennes de Chris Rawlings," lançado em 1981.
Cohen frequentemente incorpora canções e performances instrumentais em suas palestras sobre tradições musicais judaico-espanholas, iídiches, hispânicas, canadenses, francesas, balcânicas e medievais.
No período de 1976 a 1984, Cohen assumiu o cargo de diretor do Sanz Cuer Ensemble, um grupo de performance dedicado à música medieval em Montreal. De 1988 a 1995, desempenhou a função de instrutora do Balkan Vocal Ensemble na Universidade de Toronto, contribuindo para a disseminação da música dos Bálcãs.
Em 1981, Cohen também se destacou como membro fundador do Gerineldo, um conjunto especializado em canções judaico-espanholas marroquinas, que se estabeleceu em Montreal. Além disso, em 1985, ela foi convidada para integrar o júri do Festival de Música de Ottawa, onde sua experiência musical e conhecimento desempenharam um papel importante na avaliação das apresentações.

## Associações e afiliações
Cohen desempenha um papel ativo e influente em várias organizações culturais e acadêmicas. Ela é membro do conselho e ex-presidente da Sociedade Canadense de Música Tradicional, demonstrando seu comprometimento com a preservação e promoção da música tradicional.  Além disso, faz parte da Associação de Estudos de Folclore e Etnografia do Canadá, da Sociedade Americana de Folclore, da Sociedade Ibérica de Etnomusicologia, do Conselho Internacional de Música Tradicional, da Sociedade de Etnomusicologia, da Sociedade de Estudos Cripto-Judaicos, da Associação Europeia de Estudos Judaicos, da Sociedade Internacional de Estudos Sefarditas, bem como da filial canadense da Federação Americana de Músicos e da Associação de Dança Folclórica de Ontário. Sua participação ativa nessas organizações reflete seu profundo envolvimento com a pesquisa e a promoção das tradições culturais e musicais em várias esferas.

## Prêmios
Por seu programa da Rádio Canadá "Dans mon chemin j'ai rencontré: Canções de Encontros e Viagens", acompanhada por sua filha, Cohen ganhou o Prêmio Marcel Blouin em 1994.  Um CD do programa foi lançado em 1997.

## Vida pessoal
Junto com seu ex-parceiro, Robert S. Adams, que é um nativo canadense de ascendência romena e escocesa da comunidade Cree-Saulteaux, Cohen é mãe de Tamar Ilana Cohen Adams, nascida em 1986. A partir dos quatro anos de idade, Tamar Ilana começou a acompanhar sua mãe em suas viagens de pesquisa de campo, que incluíam destinos como a Espanha e outros locais. Com o tempo, Tamar Ilana desenvolveu suas habilidades e paixões, tornando-se uma dançarina de flamenco profissional, cantora e educadora musical. Atualmente, ela frequentemente se apresenta ao lado de sua mãe em concertos e colaborações musicais, consolidando assim uma sólida parceria artística e familiar.
É fluente em inglês, francês, espanhol e português.

## Discografia
Cohen lançou gravações de músicas e canções tradicionais com base em sua bolsa de estudos e trabalho de campo. Esses incluem:
- Sefarad na Diáspora, 2006[23]
- Canciones de Sefarad: Empezar quiero contar ( Canções de Sefarad: "Vou começar a história..." ), 2000[20]
- Dans mon chemin j'ai rencontré ( On My Way I Met ), 1997[20]
- Con Viela y Mochila, Madrid ( Com Violino e Mochila, Madrid ), 1991[20]
- Primavera en Salonica: Canciones de los Sefardíes y sus Vecinos ( Primavera em Salônica: Canções dos Sefarditas e Seus Vizinhos ), 1992[20]
- 1492-1992 Revisitado: A Canção Sefardita "Revival", 1992[20]